# Robert Blanton
(en) Statistiques sur pro-football-reference
Robert Blanton, né le 7 septembre 1989 à Clackamas dans l'Oregon, est un joueur américain de football américain évoluant au poste de safety. Sélectionné en 139e position au quatrième tour de la draft 2012 de la NFL par les Vikings du Minnesota, il y évolue trois saisons et se bat pour obtenir du temps de jeu. Laissé libre par les Vikins, il s'engage pour les Bills de Buffalo en 2016 puis pour les Cowboys de Dallas en 2017.

## Biographie

### Carrière universitaire
Robert Blanton joue pour les Fighting Irish de Notre Dame de 2008 à 2011.

### Carrière professionnelle
Blanton est sélectionné au cinquième tour de la draft 2012 de la NFL par les Vikings du Minnesota au 139e choix.
En 2016, Blanton paraphe un contrat d'une saison avec les Bills de Buffalo. Il n'y reste qu'une saison et s'engage pour les Cowboys de Dallas dès la saison suivante